# 吉川次郎
吉川次郎（よしかわ じろう、1963年 - ）はフリーの脚本家。元伊丹プロダクション所属。
日本大学芸術学部映画学科卒業。伊丹十三の下で10年間アシスタントを務めた後、フリーの脚本家に。現・日本大学芸術学部文芸学科講師。

## 主な作品

### 映画
- なで肩の狐（1999年）
- 人斬り銀次（2003年）
- 小森生活向上クラブ（2008年）
- たとえば檸檬（2012年）

### テレビドラマ
- ある無名作家（1998年、テレビ東京）
- 異端の夏（2003年、渡辺謙、南果歩主演、BSジャパン/テレビ東京）
- 警視庁・樋口警部補（2003年 - 2004年、内藤剛志、風吹ジュン主演、テレビ東京）
- 篝警部補の事件簿3、4（2005年・2008年、榎木孝明主演、テレビ東京/BSジャパン）
- 神様からひと言（2006年、ドラマW）
- 北アルプス山岳救助隊・紫門一鬼8、9、10、11（2006年 - 2009年、髙嶋政宏、渡瀬恒彦主演、テレビ東京）
- 追跡〜失踪人捜査官・石森新次郎（2008年、TBS）
- 山岳刑事（ヤマデカ）（2012年、TBS）
- 湯けむりドクター華岡万里子の温泉事件簿6、7（2012年 - 2013年、かたせ梨乃主演、テレビ東京/BSジャパン）
- 逸脱 捜査一課・澤村慶司（2013年、反町隆史主演、フジテレビ）
- 警察大学校 日丸教授の事件ノート（2014年、小林稔侍主演、テレビ東京/BSジャパン）
- トカゲの女 警視庁特殊犯罪バイク班1、2（2014年 - 2015年、黒谷友香主演、テレビ東京/BSジャパン）
- 黒の斜面（2016年、檀れい主演、テレビ朝日）
- 山女日記(2016年、工藤夕貴主演、NHK)

### オリジナルビデオ
- 白百合女学園洋弓部 白銀の標的（1991年）
- 難波金融伝・ミナミの帝王「野良犬の記憶」「ブランドの重圧」（2006年）

### ゲーム
- エルドラドゲートシリーズ

## 参加作品
- マルサの女2〜マルタイの女（製作デスク）